# 中町俊耶
中町 俊耶（なかまち しゅんや、1994年8月30日 - ）は、日本の車いすラグビー選手。2024年パリパラリンピックで金メダルを獲得した。

## 略歴
埼玉県北本市出身。
2013年3月、本庄第一高等学校卒業。　高校時代は野球部に所属する。
野球部だった大学1年生の時に首の骨を折って、両手や下半身に障害がある。
2021年、東京2020パラリンピック競技大会日本代表推薦選手に選ばれて、銅メダル獲得。
2024年、パリパラリンピックに出場し、全戦全勝で日本初の金メダルを獲得。同年、紫綬褒章受章。